# Haramaki

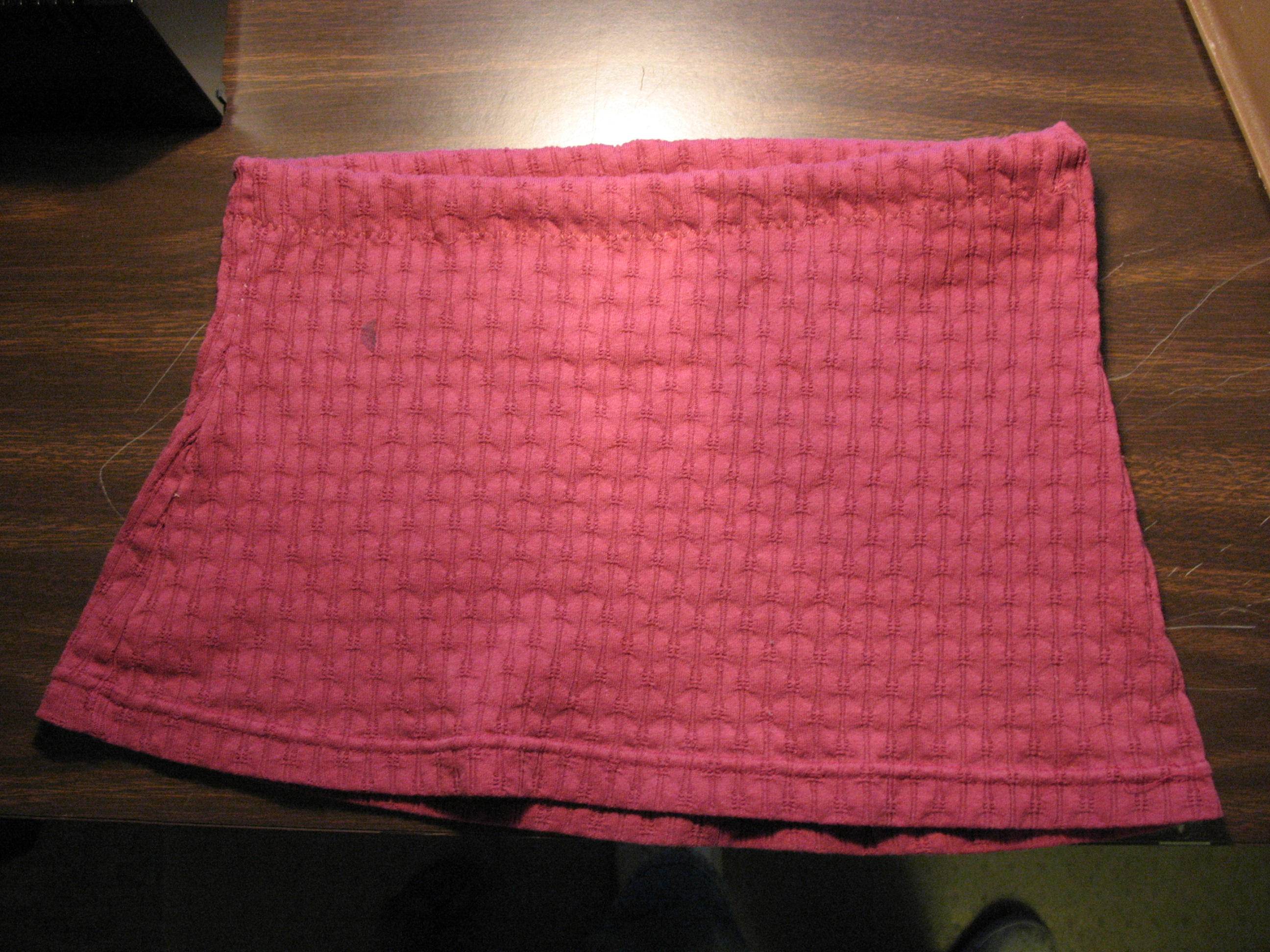
Un haramaki moderno.

El haramaki (japonés: 腹巻, lit: "banda del estómago") es una especie de faja elemento de vestimenta en Japón que cubre el estómago. Las mismas se utilizan no solo como parte vestimenta sino que se les atribuyen efectos sobre la salud de quien la usa.

## Uso en tiempos de guerra
Durante la primera guerra sino-japonesa y la Segunda Guerra Mundial, a menudo al soldado que partía hacia la guerra su familia le regalaba un haramaki senninbari  ("cinturón de las 1000 puntadas"). Su madre, su hermana o su esposa se paraban en la calle y le pedían a las mujeres que pasaban que contribuyeran con una puntada hasta completar las 1000. La faja tenía por objetivo darle calor al combatiente y a la vez servirle de talismán brindándole protección.

## Moda popular

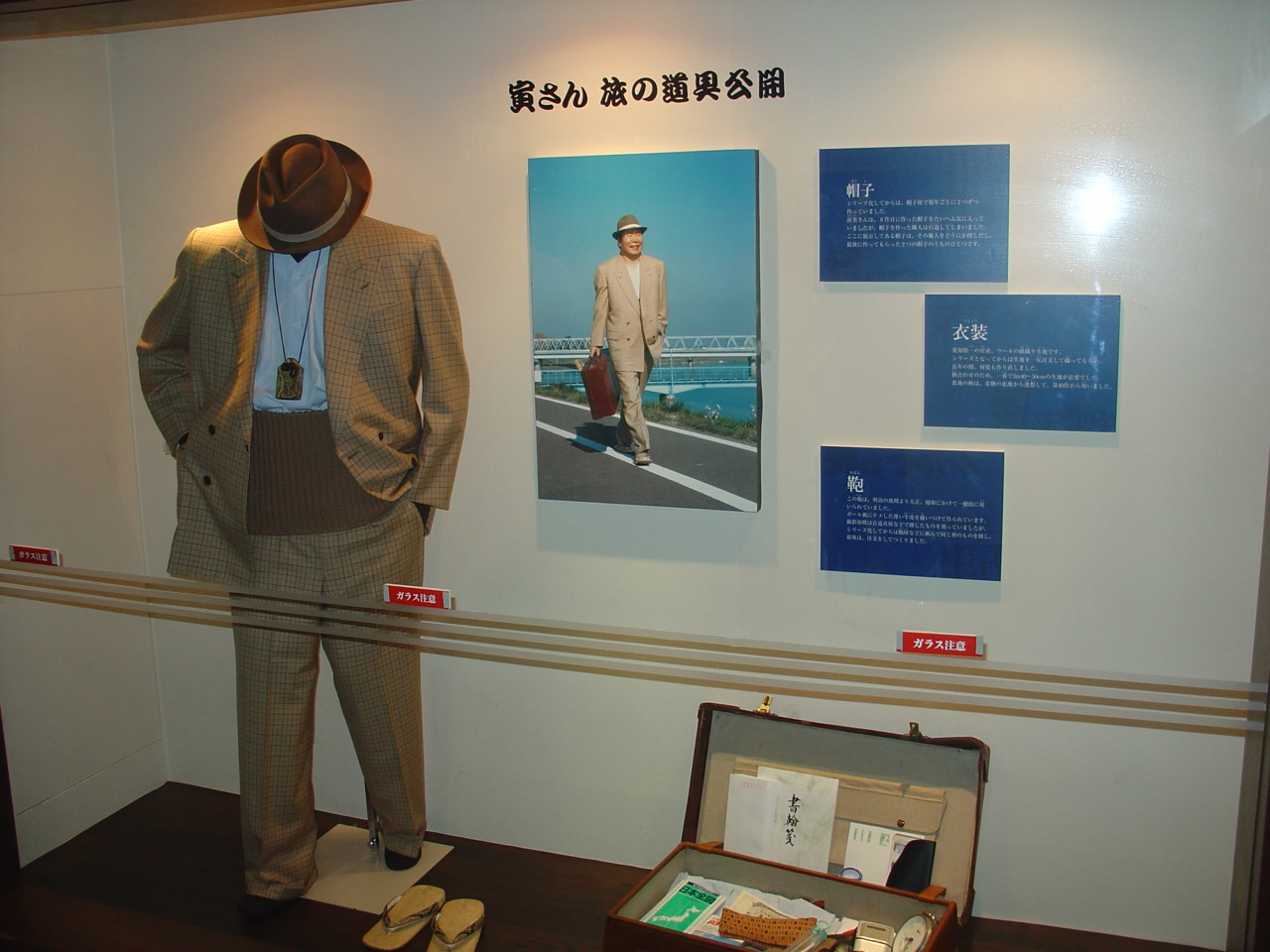
Modelo con vestimenta de hombre usando un haramaki.

El haramaki moderno no tiene mucho en común con sus predecesores que intentaban ser parte de una armadura. Los mismos son un simple tubo  circular de tela, que se asemeja a un top tipo tubo, que se usa alrededor de la parte baja del torso en lugar de en el pecho.
El haramaki moderno ha ganado popularidad en la moda en Japón como accesorio y se los confecciona de telas y motivos muy diversos, a efectos de lograr diferentes efectos estéticos. Se le da crédito a Shigesato Itoi y su empresa Hobonichi por haber impulsado su resurgimiento a principios del siglo XXI. Itoi ha vestido un haramaki durante muchos años a pesar de la reputación de elemento antiguo y la  percepción de que es una especie de ropa interior poco a la moda, finalmente ha tenido éxito en reintroducirlo como un accesorio de moda en Japón.